# Exidmonea coerulea
Exidmonea coerulea är en mossdjursart som först beskrevs av Harmelin 1976.  Exidmonea coerulea ingår i släktet Exidmonea och familjen Tubuliporidae. Inga underarter finns listade i Catalogue of Life.